# ويليام هاريسون بيل
ويليام هاريسون بيل (بالإنجليزية: William Harrison Bell)‏ هو طبيب أسنان أمريكي، ولد في 28 مارس 1927، وتوفي في 1 يونيو 2016.